# Koeleria cheesemanii
Koeleria cheesemanii är en gräsart som först beskrevs av Eduard Hackel, och fick sitt nu gällande namn av Donald Petrie. Koeleria cheesemanii ingår i släktet tofsäxingar, och familjen gräs. Inga underarter finns listade i Catalogue of Life.